# 콜럼버스 (오하이오주)
콜럼버스(Columbus)는 미국 오하이오주 중부에 있는 도시이다. 오하이오 주의 주도이며 정치, 행정의 중심지임과 동시에 상공업 중심지이다. 오하이오 주립 대학교가 자리한 도시이기도 하다.

## 주민
백인이 67%를 차지하며, 영국, 독일, 이탈리아계통의 주민들이 대부분이다. 아프리카계 미국인들은 인구의 24%를 차지한다. 또한 아시아인들의 수도 늘고 있다. 1960년에 성인들을 위한 아파트를 세운 첫 도시가 되었고, 노인들을 위한 휴양 시설들도 생겼다.

## 경제
콜럼버스는 손꼽히는 연구, 컴퓨터 정보, 소매의 중심지로 알려졌다. 인구의 4분의 1이 소매와 도매상에 고용되어있고, 제1의 고용주들은 중개업, 제조업 상사, 보건업 등에 포함되어있다.

## 문화
콜럼버스는 수많은 공원과 놀이 시설들이 발달되어있다. 스포츠 팀으로는 NHL 아이스하키팀인 콜럼버스 블루 재키츠와 MLS 축구팀 콜럼버스 크루가 있다.

## 역사
백인 정착자들이 처음 도착하기 전에 현재의 콜럼버스에는 델라웨어, 위안도트 인디언들이 살고 있었다. 1797년에 정착자들이 시오토 강의 서부에 첫 도시 프랭클린턴을 세웠고, 1812년에는 오하이오주 정부가 프랭클린턴의 반대편에 콜럼버스를 설립하였다. 그 해의 안에 콜럼버스에는 약 300명의 주민들이 살고 있었다. 그 중에 독일인 이민들을 포함하였으며, 독일계 주민들은 1800년대에 걸쳐 도시의 남부에 계속 정착하였다. 1816년에 정식 주도가 되었으며, 그해에 인구가 약 700명으로 늘었다.
1830년대 동안에 콜럼버스는 교통과 무역의 중심지로 발전하였다. 1831년에는 운하가 세워지면서, 동부의 여러 도시들과 늘였다.
19세기 중반에 철도 공사가 시작되면서, 콜럼버스의 상업을 발달시켰다. 1861년 남북 전쟁이 일어날 때 도시의 인구는 18,629명이었다. 전쟁 기간 동안에 콜럼버스는 오하이오 주군들의 집합 장소가 되었고, 남군 포로들을 가두어 놓었던 북부에서 가장 큰 교도소의 소재지였다. 1871년에 콜럼버스가 강 건너의 프랭클린턴을 합쳤다. 1900년에는 도시의 인구가 125,500명으로 늘어났고, 정신없는 제조업이 콜럼버스를 오하이오 중부의 산업 선두지로 만들었다.
1913년 시오토 강이 콜럼버스에 넘쳐흐르자 100명에 가까운 주민들이 사망하였다. 이 홍수가 끝나자, 콜럼버스는 홍수에 대항하는 부흥 프로젝트를 세웠으며, 홍수 제방, 다리 등을 건설하였다.
1900년대에 콜럼버스의 인구는 계속 늘어났다. 도시 인구는 1930년 290,500명에서 1980년 565,000명으로 뛰어들었다.
1950년대 동안에는 새로운 외곽의 쇼핑 센터, 레스토랑, 극장들이 다운타운으로부터 비지니스를 차지하였다. 도시는 사람들을 다운타운으로 끌어들이려 했다. 1960년에 부흥 프로젝트는 다운타운에 건물들을 재생, 재건 또한 1900년대 초반 이래에 가난한 분위기에 처해있던 저먼 빌리지를 재건하는 계획을 포함하였다. 새 건설은 사무실 빌딩, 고층 아파트, 모텔, 지하 주차장이 포함되었다. 다운타운의 2채의 극장이 1970년대에 개장하였고, 1975년에는 41층 짜리 주의 사무실 빌딩이 완성되었다.
1980년대 다운타운 지역에 새 건설은 컨벤션 센터와 주 의사당 남부에 있는 큰 쇼핑 몰인 콜럼버스 시티 센터를 포함하였다. 컨벤션 센터는 1990년대에 더 커졌고, 그레이터 콜럼버스 컨벤션 센터가 되었다. 같은 때에 도시 북부에 새로운 쇼핑과 오락 시설들이 열렸다.

## 기후
| 오하이오주 콜럼버스 (포트 콜럼버스 국제공항)의 기후                                            | 오하이오주 콜럼버스 (포트 콜럼버스 국제공항)의 기후 | 오하이오주 콜럼버스 (포트 콜럼버스 국제공항)의 기후 | 오하이오주 콜럼버스 (포트 콜럼버스 국제공항)의 기후 | 오하이오주 콜럼버스 (포트 콜럼버스 국제공항)의 기후 | 오하이오주 콜럼버스 (포트 콜럼버스 국제공항)의 기후 | 오하이오주 콜럼버스 (포트 콜럼버스 국제공항)의 기후 | 오하이오주 콜럼버스 (포트 콜럼버스 국제공항)의 기후 | 오하이오주 콜럼버스 (포트 콜럼버스 국제공항)의 기후 | 오하이오주 콜럼버스 (포트 콜럼버스 국제공항)의 기후 | 오하이오주 콜럼버스 (포트 콜럼버스 국제공항)의 기후 | 오하이오주 콜럼버스 (포트 콜럼버스 국제공항)의 기후 | 오하이오주 콜럼버스 (포트 콜럼버스 국제공항)의 기후 | 오하이오주 콜럼버스 (포트 콜럼버스 국제공항)의 기후 |
| 월                                                                                             | 1월                                                 | 2월                                                 | 3월                                                 | 4월                                                 | 5월                                                 | 6월                                                 | 7월                                                 | 8월                                                 | 9월                                                 | 10월                                                | 11월                                                | 12월                                                | 연간                                                |
| ---------------------------------------------------------------------------------------------- | --------------------------------------------------- | --------------------------------------------------- | --------------------------------------------------- | --------------------------------------------------- | --------------------------------------------------- | --------------------------------------------------- | --------------------------------------------------- | --------------------------------------------------- | --------------------------------------------------- | --------------------------------------------------- | --------------------------------------------------- | --------------------------------------------------- | --------------------------------------------------- |
| 역대 최고 기온 °C (°F)                                                                         | 23 (74)                                             | 26 (78)                                             | 29 (85)                                             | 32 (90)                                             | 36 (96)                                             | 39 (102)                                            | 41 (106)                                            | 39 (103)                                            | 38 (100)                                            | 34 (94)                                             | 27 (80)                                             | 24 (76)                                             | 41 (106)                                            |
| 일평균 최고 기온 °C (°F)                                                                       | 2.8 (37.1)                                          | 4.9 (40.8)                                          | 10.6 (51.1)                                         | 17.8 (64.1)                                         | 23.4 (74.1)                                         | 27.9 (82.2)                                         | 29.7 (85.4)                                         | 28.9 (84.1)                                         | 25.4 (77.8)                                         | 18.6 (65.5)                                         | 11.3 (52.3)                                         | 5.3 (41.5)                                          | 17.2 (63.0)                                         |
| 일일 평균 기온 °C (°F)                                                                         | −1.3 (29.6)                                         | 0.3 (32.5)                                          | 5.3 (41.6)                                          | 11.8 (53.2)                                         | 17.4 (63.3)                                         | 22.2 (71.9)                                         | 24.1 (75.4)                                         | 23.3 (74.0)                                         | 19.6 (67.2)                                         | 12.9 (55.2)                                         | 6.4 (43.6)                                          | 1.4 (34.5)                                          | 11.9 (53.5)                                         |
| 일평균 최저 기온 °C (°F)                                                                       | −5.6 (22.0)                                         | −4.3 (24.2)                                         | 0.0 (32.0)                                          | 5.7 (42.2)                                          | 11.3 (52.4)                                         | 16.4 (61.6)                                         | 18.6 (65.4)                                         | 17.7 (63.9)                                         | 13.6 (56.5)                                         | 7.1 (44.8)                                          | 1.7 (35.0)                                          | −2.6 (27.4)                                         | 6.6 (43.9)                                          |
| 역대 최저 기온 °C (°F)                                                                         | −30 (−22)                                           | −29 (−20)                                           | −21 (−6)                                            | −10 (14)                                            | −4 (25)                                             | 2 (35)                                              | 6 (43)                                              | 4 (39)                                              | −1 (31)                                             | −8 (17)                                             | −21 (−5)                                            | −27 (−17)                                           | −30 (−22)                                           |
| 평균 강수량 mm (인치)                                                                          | 76 (3.00)                                           | 61 (2.41)                                           | 92 (3.62)                                           | 98 (3.85)                                           | 101 (3.99)                                          | 110 (4.33)                                          | 119 (4.67)                                          | 95 (3.74)                                           | 80 (3.14)                                           | 74 (2.90)                                           | 71 (2.79)                                           | 80 (3.13)                                           | 1,056 (41.57)                                       |
| 평균 강설량 cm (인치)                                                                          | 24 (9.5)                                            | 19 (7.6)                                            | 10 (4.1)                                            | 1.3 (0.5)                                           | 0.0 (0.0)                                           | 0.0 (0.0)                                           | 0.0 (0.0)                                           | 0.0 (0.0)                                           | 0.0 (0.0)                                           | 0.51 (0.2)                                          | 3.0 (1.2)                                           | 13 (5.1)                                            | 72 (28.2)                                           |
| 평균 강수일수 (≥ 0.01 인치)                                                                    | 14.7                                                | 11.8                                                | 12.5                                                | 13.7                                                | 14.0                                                | 11.7                                                | 10.9                                                | 9.5                                                 | 8.7                                                 | 10.0                                                | 10.5                                                | 12.7                                                | 140.7                                               |
| 평균 강설일수 (≥ 0.1 인치)                                                                     | 9.0                                                 | 6.7                                                 | 4.0                                                 | 1.0                                                 | 0.0                                                 | 0.0                                                 | 0.0                                                 | 0.0                                                 | 0.0                                                 | 0.1                                                 | 1.9                                                 | 5.6                                                 | 28.3                                                |
| 평균 상대 습도 (%)                                                                             | 71.4                                                | 69.5                                                | 64.5                                                | 62.5                                                | 66.5                                                | 68.5                                                | 70.6                                                | 72.8                                                | 72.8                                                | 69.3                                                | 71.8                                                | 74.1                                                | 69.5                                                |
| 평균 월간 일조시간                                                                             | 110.6                                               | 126.3                                               | 162.0                                               | 201.8                                               | 243.4                                               | 258.1                                               | 260.9                                               | 235.9                                               | 212.0                                               | 183.1                                               | 104.2                                               | 84.3                                                | 2,182.6                                             |
| 가능 일조율                                                                                    | 37                                                  | 42                                                  | 44                                                  | 51                                                  | 55                                                  | 57                                                  | 57                                                  | 56                                                  | 57                                                  | 53                                                  | 35                                                  | 29                                                  | 49                                                  |
| 출처: 미국 해양대기청 (평년값: 1991년~2020년, 극값: 1878년~현재, 상대습도/일조: 1961년~1990년) |                                                     |                                                     |                                                     |                                                     |                                                     |                                                     |                                                     |                                                     |                                                     |                                                     |                                                     |                                                     |                                                     |

## 자매 도시
- 이탈리아 제노바
- 스페인 세비야
- 독일 드레스덴
- 덴마크 오덴세
- 멕시코 사포판
- 중화민국 타이난시
- 인도 아마다바드
- 중화인민공화국 허페이 시
- 가나 쿠마시
- 이스라엘 크파르사바